# Грабар-Пассек Марія Євгенівна
Марія Євгенівна Грабар-Пассек (нім. Maria Grabar-Passek; 28 жовтня 1893, Дерпт — 23 грудня 1975) — радянський філолог-класик і перекладач античної літератури, доктор філологічних наук.

## Життєпис
Дочка ректора Юр'ївського університету Євгена Пассека, племінниця Олександра Амфітеатрова, дружина правознавця Володимира Грабаря.
Навчалася в Московському університеті, завідувала (до 1956 року) кафедрою латинської мови в Московському державному педагогічному інституті іноземних мов. У неї вчилася Аза Алібеківна Тахо-Годи.
Переклала з давньогрецької вірші Теокріта, Мосха, Біона, Піндара та інших авторів. Автор книги «Античні сюжети і форми в західноєвропейській літературі» (1966), співавтор і відповідальний редактор колективної монографії «Античний роман» (1969). Докторська дисертація «Феокріт і його античні наслідувачі».
Займалася також лексикографією німецької мови: співавтор вузівського «Довідника з граматики німецької мови» (1957) та ін.
Кавалер ордена Трудового Червоного Прапора (05.11.1945). Нагороджена за переклади документів для радянських обвинувачів на Нюрнберзькому процесі.
Померла в 1975 році. Похована на Ваганьковському кладовищі (19 ділянка).